# Korobejniki (film)
Korobejniki (Коробейники) è un cortometraggio muto del 1910 diretto da Vasilij Michajlovič Gončarov.